# Agamerion
Agamerion is een geslacht van vliesvleugeligen uit de familie Pteromalidae. De wetenschappelijke naam van dit geslacht is voor het eerst geldig gepubliceerd in 1844 door Haliday.

## Soorten
Het geslacht Agamerion omvat de volgende soorten:
- Agamerion cleptideum (Westwood, 1874)
- Agamerion coeruleiventre Ashmead, 1900
- Agamerion eupelmoideum Girault, 1925
- Agamerion gelo (Walker, 1839)
- Agamerion metallicum Girault, 1915
- Agamerion mirum Girault, 1927
- Agamerion monodon Boucek, 1988
- Agamerion prasinum (Westwood, 1874)
- Agamerion semialbicorne Girault, 1927
- Agamerion variflagellum Girault, 1925